# Satellite (Harry Styles)
Satellite è un singolo di Harry Styles, estratto dall'album in studio Harry's House, pubblicato il 5 maggio 2023.

## Video musicale
Del brano musicale viene realizzato anche un videoclip, con il regista Aube Perrie. Nel video viene ripreso il dietro le quinte del Love on Tour in cui la parte del protagonista è interpretata da un piccolo robot.

## Tracce
Testi e musiche di Harry Styles, Kid Harpoon e Tyler Johnson.
1. Satellite – 3:38